# Staphylinochrous meinickei
Staphylinochrous meinickei là một loài bướm đêm thuộc họ Anomoeotidae. Loài này có ở Tanzania.